# فیلودوک کارولیا
فیلودوک کارولیا(نام علمی: Phyllodoce caerulea) نام یک گونه از تیره خلنگیان است.